# Закон об амнистии 1872 года
Закон об амнистии 1872 года (англ. Amnesty Act of 1872) — закон США, восстановил политические права большинства сторонников Конфедерации, за исключением некоторых лидеров. 
Тем самым были отменены законодательные акты, принятые после Гражданской войны под давлением радикальных республиканцев и запрещавшие политическую деятельность бывшим конфедератам.
Отражал расстановку политических сил в начале 70-х гг. XIX в., когда многие влиятельные политики, в том числе кандидат демократов на выборах 1872 года Хорас Грили, активно выступали за общенациональное примирение. Закон был принят по инициативе республиканцев, боявшихся поражения на президентских выборах.